# كل ثانية تحسب
أطلق الكوميدي الألماني جان بومرمان في برنامجه على قناة نيو ماجازين رويال حملة «كل ثانية تحسب» في 2 فبراير 2017. تهدف الحملة إلى السخرية من الرئيس الأمريكي دونالد ترامب وخصوصا خطابه الافتتاحي الذي صرح فيه قائلا:
«من الآن فصاعدا، ستصبح أمريكا هي الأولى، أمريكا فقط».
استجابت أغلبية البرامج الحوارية الليلية في جميع أنحاء العالم سريعا مع مبادرة بومرمان.

## التاريخ

### الأصول
استلهم بومرمان فكرة مبادرته من فيديو الكوميدي الهولندي أرين لوباش المذاع في برنامجه زونداج يقابل لوباش بعنوان «هولندا ترحب بترامب بكلماته الخاصة» في 22 يناير 2017. في الفيديو، يتم تقليد خطابات ترامب -معظمها من حملته الانتخابية- والاستهزاء من حركاته بصوت الكوميدي غريغ شابيرو الذي قدم وصفا موجزا لهولندا مع بعض السخرية الذاتية أيضا، في نهاية الفيديو يطلب شابيرو أن تكون هولندا في المركز الثاني إذا كانت أمريكا في المركز الأول.
يرجع اهتمام البرامج الساخرة بالمبادرة هي تعليقات ترامب الاستفزازية وسياسيته المعلنه التي يمكن تفسيرها على اتجاه أمريكا إلى الانعزالية. من تلك التصريحات، تهديده بسحب الدعم من حلف الناتو حينما قال:
«إذا قمنا بتسوية حلف شمال الأطلسي، ستصبح أمريكا عظيمة مرة أخرى».
انتشر الفيديو سريعا ووصول عدد مشاهدات الفيديو إلى أكثر من 73 مليون مشاهدة بحلول 3 فبراير 2017.

### بداية المسابقة
في الثاني من فبراير، تحدى الكوميدي الألماني بومرمان في برنامجه نيو رويال فيديو الهولندي أرين لوباش الذي يدعي فيه أن هولندا تأتي في المركز الثاني ساخرا من كلا هولندا، الولايات المتحدة وألمانيا نفسها. توالت بعد ذلك الفيديوهات الساخرة من البرامج الحوارية تسخر فيها من ترامب والولايات المتحدة بشكل أساسي ثم من أنفسهم وتحدي باقي البلدان بأنهم في المركز الثاني خلف أمريكا.
اشتركت في المبادرة 11 دولة بأقل تقدير، مع حلول 3 فبراير، إنضمت كلا من بلجيكا، سويسرا، الدنمارك، البرتغال، مصر وليتوانيا. جميع الفيديوهات المشاركة في المبادرة موجودة على موقعها الرسمي. أغلب الفيديوهات رواها الممثل الصوتي شون ستريتر، باستثناء النسخ الصينية واليابانية.

### الإنتشار في الدول غير الأوروبية
بحلول السادس من فبراير، انضمت كلا من إيطاليا (من قبل كازا سوراس)، لكسمبورج (من قبل ستوديو بن) والمغرب (أول بلد غير أوروبية) إلى المبادرة. في 8 فبراير، قام موقع «كل ثانية تحسب» بإضافة علم كلا من المغرب وناميبيا وجعل خريطة العالم الموجودة بالموقع مقسمة إلى قارات ومناطق وهم أوروبا، والشرق الأوسط، وأفريقيا، وأوقيانوسيا، وشمال آسيا، وجنوب آسيا، وأمريكا الشمالية وأمريكا الجنوبية بحيث تكون تلك المناطق قابلة للنقر لرؤية البلدان المشاركة في المبادرة.

## العناصر المشتركة

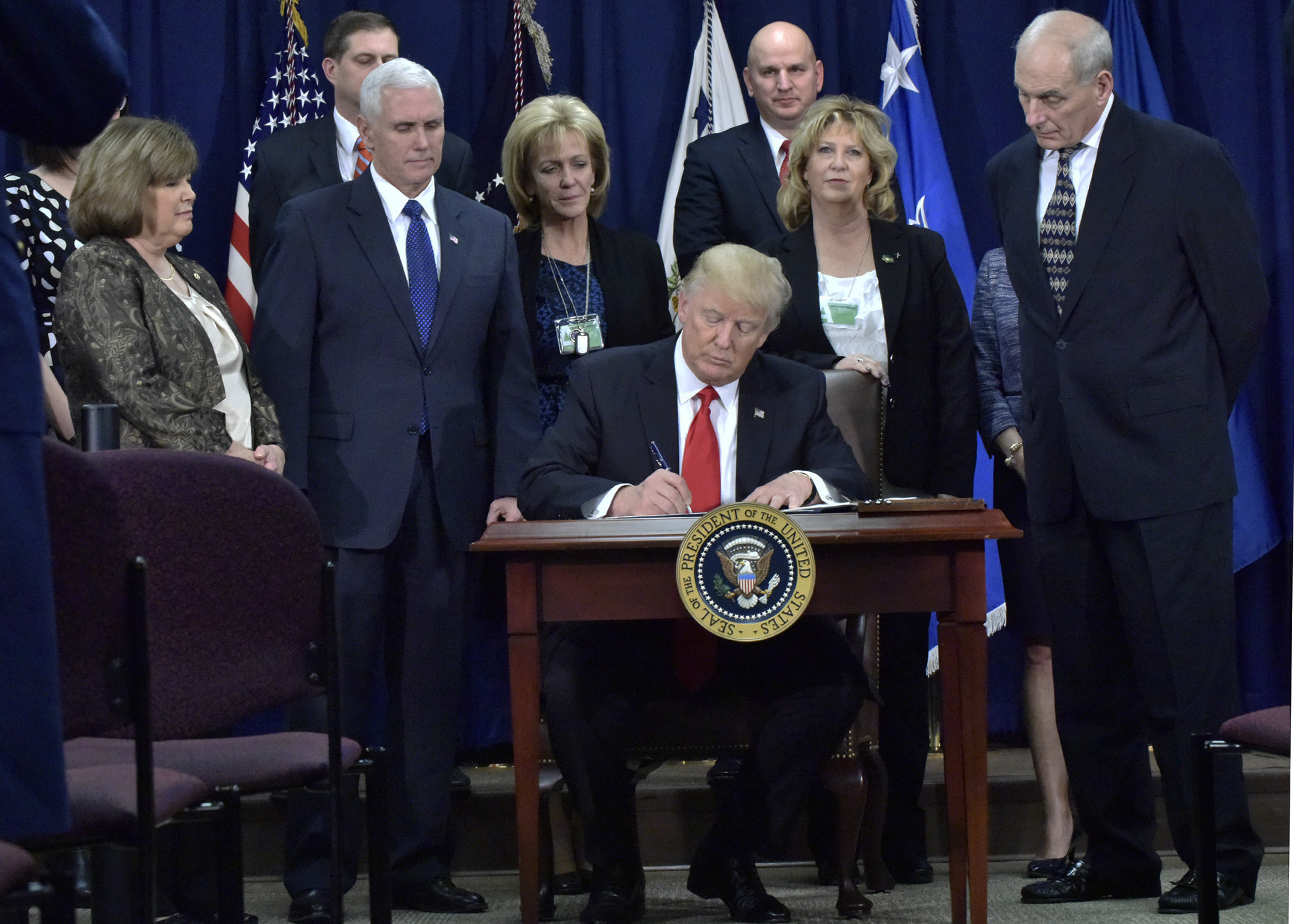
إحدى الفيديوهات الساخرة من خطة ترامب لبناء الجدار المكسيكي.

على الرغم من التباين الكبير في المحتويات التي تعرضها فيديوهات كل بلد والطريقة التي ينتقدون بها من سياسات ترامب وسخريتهم من أفكاره وأفعاله إلا أنها غالبا ما تشترك في تلك العناصر:
- يميل الكثير إلى الفخر بتاريخ بلدهم أو السخرية منه ومقارنة تاريخ الدولتين.
- انتقاد موقف ترامب تجاه سياسات الهجرة.[10][11][12]
  - السخرية من وعود ترامب ببناء جدار على طول الحدود الأمريكية المكسيكية وإجبار المكسيك على دفع ثمن ذلك، مع تشبيه الجدار بجدار برلين وأفسلاوتدايك.[4][10][11][12]
  - انتقاد وعد ترامب الانتخابي والمرسوم الصادر في 27 يناير 2017 بوقف الهجرة من العديد من البلدان ذات الأغلبية المسلمة.[10][12]
- انتقاد معاملة ترامب للنساء.[4][11]
- انتقتاد معاملة ترامب لسيرجي كوفاليسكي، مراسل تحقيقات في صحيفة نيويورك تايمز.[13]
- انتقادات حول احتقار ترامب لحزب الناتو وتهديده الدائم بفضه.[4][10]
- السخرية من تهرب ترامب من الضرائب.[12]
- السخرية من مظهر ترامب العام، يده الصغيرة ولون بشرته البرتقالية.[10][11]
- السخرية من استخدام ترامب وحاشيته للأخبار الزائفة والحقائق البديلة.[10][11]
- السخرية من موقع دولتهم وعدم استطاعه ترامب تحديد مكانها على الخريطة لاستهدافها بالنووي.[12]

## قائمة الفيديوهات

### الموجودة على الموقع الرسمي
| البلد          | التاريخ        | المنتج                    | العنوان                                                                |
| -------------- | -------------- | ------------------------- | ---------------------------------------------------------------------- |
| هولندا         | 22 يناير 2017  | زونداك يقابل لوباش        | "هولندا ترحب بالرئيس ترامب بكلماته"                                    |
| ألمانيا        | 2 فبراير 2017  | نيو ماجزين رويال          | أمريكا الأولى، ألمانيا الثانية                                         |
| الدنمارك       | 2 فبراير 2017  | النوبة الليلية            | أمريكا الأولى، الدنمارك الثانية                                        |
| البرتغال       | 2 فبراير 2017  | 5 أزوج لميا نويت          | "البرتغال الثانية"                                                     |
| سويسرا         | 2 فبراير 2017  | ليلة مع ديفيل             | "سويسرا الثانية"                                                       |
| بلجيكا         | 3 فبراير 2017  | العالم المثالي            | "أمريكا الأولى، بلجيكا الثانية"                                        |
| ليتوانيا       | 3 فبراير 2017  | ابق هناك مع أندرو تابين   | "ليتوانيا ترحب بترامب"                                                 |
| لوكسمبورغ      | 5 فبراير 2017  | استديو بين                | "لوكسبمرج الثانية"                                                     |
| إيران          | 6 فبراير 2017  | أميروو                    | "أمريكا الأولى... لكن ماذا عن إيران؟ #كل_ثانية_تحسب"                   |
| إيطاليا        | 6 فبراير 2017  | كازا سوراس                | "أمريكا الأولى، إيطاليا الثانية"                                       |
| المغرب         | 6 فبراير 2017  | مروان لامحرزي العلوي      | "المغرب الثانية"                                                       |
| النمسا         | 7 فبراير 2017  | سترمان وجيرزمان           | "النمسا الثانية"                                                       |
| بلغاريا        | 7 فبراير 2017  | غوسبوداري نا إيفيرا       | "بلغاريا الثانية"                                                      |
| جمهورية التشيك | 7 فبراير 2017  | ستريم                     | "أمريكا الأولى، التشيك الحادية والخمسون"                               |
| مولدوفا        | 7 فبراير 2017  | Emisiunea Lumina          | "أمريكا أول، موردوفا الثانية"                                          |
| ناميبيا        | 7 فبراير 2017  | سينما كول بوكس'           | "أمريكا الأولى، ناميبيا الأولى لا الثانية"                             |
| سلوفينيا       | 7 فبراير 2017  | هذا واحد من جوريت جودلر   | "أمريكا الأولى، سلوفينيا الثانية"                                      |
| أستراليا       | 8 فبراير 2017  | الأسبوع مع تشارلي بيكرينغ | "لنجعل أستراليا الثانية"                                               |
| نيوزيلندا      | 8 فبراير 2017  | جونو وبين                 | "أمريكا الأولى، نيوزلاندا الثانية"                                     |
| بولندا         | 8 فبراير 2017  | زد دوبي                   | "أمريكا الأولى! بولندا سبقتها"                                         |
| كرواتيا        | 9 فبراير 2017  | نيوز بار                  | "كرواتيا الثانية"                                                      |
| آيسلندا        | 9 فبراير 2017  | العروض                    | "آيسلندا الثانية"                                                      |
| فنلندا         | 9 فبراير 2017  | أخبار الأسبوع             | "أمريكا الأولى، فنلندا الثانية"                                        |
| إسبانيا        | 9 فبراير 2017  | العروض المتأخرة           | "أمريكا الأولى، أسبانيا الثانية"                                       |
| البرازيل       | 11 فبراير 2017 | على الهواء                | "يا سيد ترامب: أمريكا الأولى، البرازيل الثانية"                        |
| إسرائيل        | 12 فبراير 2017 | غاف هاعما                 | "أمريكا الأولى، إسرائيل الثانية"                                       |
| أرمينيا        | 13 فبراير 2017 | الجيش الكوميدي            | "أرمينيا الثانية"                                                      |
| صربيا          | 13 فبراير 2017 | زوران                     | "أمريكا الأولى، روسيا الأولى أيضا وصيربيا الأولى بعدهم #كل_ثانية_تحسب" |
| سلوفاكيا       | 13 فبراير 2017 | (غير معروف)               | "أمريكا الأولى، سلوفاكيا الثانية"                                      |
| الهند          | 14 فبراير 2017 | روباك سلوجة               | "أمريكا الأولى، الهند الثانية. أهلا بالرئيس ترامب"                     |
| مالطا          | 15 فبراير 2017 | لوفين مالطا               | "أمريكا الأولى، مالطا الثانية"                                         |
| مصر            | 16 فبراير 2017 | جو تيوب                   | "أمريكا الأولى، مصر الثانية"                                           |
| فرنسا          | 16 فبراير 2017 | C8                        | "أمريكا الأولى، فرنسا الثانية"                                         |
| اليونان        | 22 فبراير 2017 | راديو ارفيلا              | "أمريكا الأولى، اليونان الثانية"                                       |
| قبرص           | 25 فبراير 2017 | القبرصي                   | "أمريكا الأولى، قبرص الثانية"                                          |
| جنوب إفريقيا   | 28 فبراير 2017 | Kfm                       | "أمريكا الأولى، جنوب أفريقيا الثانية"                                  |
| تشيلي          | 21 مارس 2017   | نانو                      | "أمريكا الأولى، تشيلي الثانية"                                         |
| جورجيا         | 23 مارس 2017   | إذاعة HUB                 | "جورجيا الثانية"                                                       |

### فيديوهات أخرى
| البلد     | التاريخ        | المنتج        | العنوان                                           |
| --------- | -------------- | ------------- | ------------------------------------------------- |
| كازاخستان | 4 فبراير 2017  | السيد كابوزو  | "أمريكا الأولى، كازاخستان الثانية" #كل_ثانية_تحسب |
| باكستان   | 6 فبراير 2017  | شوغل الإبداعي | "أمريكا الأولى، باكستان الثالثة" #كل_ثانية_تحسب   |
| الصين     | 10 فبراير 2017 | مدرسة هوتونغ  | "أمريكا الأولى، الصين الثانية" #كل_ثانية_تحسب     |
| اليابان   | 11 فبراير 2017 | يابان الثانية | "أمريكا الأولى، يابان الثانية" أهلا بالرئيس ترامب |
| بنغلاديش  | مايو2017       | نفيد محبوب    | أمريكا الأولى، بنغلاديش الثانية                   |

## وصلات خارجية
- الموقع الرسمي للمبادرة نسخة محفوظة 7 فبراير 2017 على موقع واي باك مشين..
- الفيديو الهولندي ملهم الحملة.
- الفيديو الألماني سبب بداية الحملة.